# La capitana Marleau
La capitana Marleau o Inspectora Marleau (títol original en francès, Capitaine Marleau) és una sèrie de televisió francesa, creada per Elsa Marpeau, que es va emetre per primera vegada a France 3 el 20 de desembre de 2014 i des de 2021 a France 2. S'han doblat al català central amb el títol de La capitana Marleau per TV3, que va començar a emetre-la el 2 de juliol de 2023. El 25 de juny de 2024 va començar a emetre's en valencià per À Punt amb el nom d'Inspectora Marleau.
La sèrie, dirigida íntegrament per Josée Dayan, és protagonitzada per Corinne Masiero com a protagonista, una excèntrica capitana de la Gendarmeria Nacional. La seva personalitat barrejada d'humor fosc i enfocaments poc convencionals sovint la separa dels seus col·legues. La primera temporada comptava amb Gerard Depardieu, David Suchet, Pierre Arditi, Sandrine Bonnaire, Nicole Garcia i Muriel Robin en els papers principals al costat de Masiero.

## Transmissions
| Temporada | Temporada | Episodis | Primera data d'emissió | Última data d'emissió  |
| --------- | --------- | -------- | ---------------------- | ---------------------- |
|           | Pilot     | 2        | 20 de desembre de 2014 | 27 de desembre de 2014 |
|           | 1         | 7        | 15 de setembre de 2015 | 4 d'abril de 2017      |
|           | 2         | 7        | 3 d'octubre de 2017    | 2 d'abril de 2019      |
|           | 3         | 8        | 9 d'abril de 2019      | 5 de desembre de 2020  |
|           | 4         | 12       | 5 de març de 2021      |                        |

## Episodis

### Pilot (2014)
| Episodi | Títol                            | Escrit per                          | Dirigit per | Data d'emissió original |
| ------- | -------------------------------- | ----------------------------------- | ----------- | ----------------------- |
| 1       | «Entre vents et marées (Part 1)» | Philippe Besson i Daniel Tonachella | Josée Dayan | 20 de desembre de 2014  |
| 2       | «Entre vents et marées (Part 2)» | Philippe Besson i Daniel Tonachella | Josée Dayan | 27 de desembre de 2014  |

### Temporada 1 (2015-2017)
| Episodi | Títol                                | Escrit per                                          | Dirigit per | Data d'emissió original | Data d'emissió a TV3 | Data d'emissió a À Punt |
| ------- | ------------------------------------ | --------------------------------------------------- | ----------- | ----------------------- | -------------------- | ----------------------- |
| 1       | «Philippe Muir»                      | Elsa Marpeau                                        | Josée Dayan | 15 de setembre de 2015  | 2 de juliol de 2023  | 25 de juny de 2024      |
| 2       | «La propietat de les germanes Meyer» | Elsa Marpeau                                        | Josée Dayan | 10 de maig de 2016      | 2 de juliol de 2023  | 26 de juny de 2024      |
| 3       | «Els misteris de la fe»              | Stéphan Guérin-Tillié i Elsa Marpeau                | Josée Dayan | 6 de setembre de 2016   | 9 de juliol de 2023  | 27 de juny de 2024      |
| 4       | «Problemes al balneari»              | Stéphan Guérin-Tillié i Elsa Marpeau                | Josée Dayan | 13 de setembre de 2016  | 6 d'agost de 2023    | 28 de juny de 2024      |
| 5       | «No és el que sembla...»             | Jean-Marc Taba, Marc-Antoine Laurent i Elsa Marpeau | Josée Dayan | 21 de març de 2017      | 9 de juliol de 2023  | 1 de juliol de 2024     |
| 6       | «La nit de la lluna roja»            | Sylvie Granotier, Sonia Moyersoen i Elsa Marpeau    | Josée Dayan | 28 de març de 2017      | 16 de juliol de 2023 | 2 de juliol de 2024     |
| 7       | «A cel obert»                        | Sylvie Granotier i Elsa Marpeau                     | Josée Dayan | 4 d'abril de 2017       | 6 d'agost de 2023    | 3 de juliol de 2024     |

### Temporada 2 (2017-2018)
| Episodi | Títol                  | Escrit per                                          | Dirigit per | Data d'emissió original | Data d'emissió a TV3 | Data d'emissió a À Punt |
| ------- | ---------------------- | --------------------------------------------------- | ----------- | ----------------------- | -------------------- | ----------------------- |
| 8       | «Habitació amb vistes» | Marc-Antoine Laurent & Jean-Marc Taba               | Josée Dayan | 3 d'octubre de 2017     | 30 de juliol de 2023 | 4 de juliol de 2024     |
| 9       | «Records enterrats»    | Stéphan Guérin-Tillié                               | Josée Dayan | 10 d'octubre de 2017    | 30 de juliol de 2023 | 5 de juliol de 2024     |
| 10      | «Sang i llum»          | Marc Eisenchteter, John McNulty i Elsa Marpeau      | Josée Dayan | 17 d'abril de 2018      | 16 de juliol de 2023 | 8 de juliol de 2024     |
| 11      | «La mort i el jove»    | Alexandra Clert, Thomas Luntz i Sonia Moyersoen     | Josée Dayan | 24 d'abril de 2018      | 13 d'agost de 2023   | 9 de juliol de 2024     |
| 12      | «Doble joc»            | Elsa Marpeau                                        | Josée Dayan | 23 d'octubre de 2018    | 13 d'agost de 2023   | 10 de juliol de 2024    |
| 13      | «Les canyes negres»    | Marc-Antoine Laurent, Jean-Marc Taba i Elsa Marpeau | Josée Dayan | 30 d'octubre de 2018    | 20 d'agost de 2023   | 11 de juliol de 2024    |
| 14      | «No morir mai més»     | Marc Eisenchteter, Christian Francois               | Josée Dayan | 2 d'abril de 2019       | 20 d'agost de 2023   | 12 de juliol de 2024    |

### Temporada 3 (2019-2020)
| Episodi | Títol                  | Escrit per                                                               | Dirigit per | Data d'emissió original | Data d'emissió a Catalunya (TV3) | Data d'emissió a À Punt |
| ------- | ---------------------- | ------------------------------------------------------------------------ | ----------- | ----------------------- | -------------------------------- | ----------------------- |
| 15      | «Una veu en la nit»    | Pierre Delorme, Robin Barataud                                           | Josée Dayan | 9 d'abril de 2019       | 27 d'agost de 2023               | 16 de juliol de 2024    |
| 16      | «Les muntanyes russes» | Corinne Masiero, Alexis Miansarow, Marc Eisenchteter, Robin Barataud     | Josée Dayan | 18 d'agost de 2020      | 3 de setembre de 2023            | 17 de juliol de 2024    |
| 17      | «Alguns mals d'amor»   | Corinne Masiero, Alexis Miansarow, Marc Eisenchteter, Robin Barataud     | Josée Dayan | 25 d'agost de 2020      | 10 de setembre de 2023           | 18 de juliol de 2024    |
| 18      | «Pau i salut»          | Corinne Masiero, Jean-Marc Taba, Marc-Antoine Laurent, Marc Eisenchteter | Josée Dayan | 1 de setembre de 2020   | 10 de setembre de 2023           | 19 de juliol de 2024    |
| 19      | «Viudes però no gaire» | Sylvain Saada                                                            | Josée Dayan | 8 de setembre de 2020   | 17 de setembre de 2023           | 22 de juliol de 2024    |
| 20      | «L'arbre dels esclaus» | Viviane Zingg, Marc Eisenchteter, Stephan Guérin-Tillié, Elsa Marpeau    | Josée Dayan | 6 d'octubre de 2020     | 17 de setembre de 2023           | 23 de juliol de 2024    |
| 21      | «La reina del gel»     | Corinne Masiero, Emmanuelle Michelet, Marc Eisenchteter, Maïa Muller     | Josée Dayan | 13 d'octubre de 2020    | 24 de setembre de 2023           | 24 de juliol de 2024    |
| 22      | «En nom del fill»      | Christian Francois,Marc Eisenchteter                                     | Josée Dayan | 5 de desembre de 2020   | 24 de setembre de 2023           | 25 de juliol de 2024    |

### Temporada 4 (2021)
| Episodi | Títol                             | Escrit per                                                        | Dirigit per                                                  | Data d'emissió original | Data d'emissió a Catalunya (TV3) | Data d'emissió a À Punt |
| ------- | --------------------------------- | ----------------------------------------------------------------- | ------------------------------------------------------------ | ----------------------- | -------------------------------- | ----------------------- |
| 23      | «El veïnat de les ànimes en pena» | Marc-Antoine Laurent i Jean-Marc Taba                             | Josée Dayan                                                  | 5 de març de 2021       | 1 d'octubre de 2023              | 29 de juliol de 2024    |
| 24      | «Dues vides»                      | Robin Barataud et Pierre Delorme                                  | Josée Dayan                                                  | 10 de març de 2021      | 1 d'octubre de 2023              | 30 de juliol de 2024    |
| 25      | «Clarobscur»                      | Marc Eisenchteter i John McNulty                                  | Josée Dayan                                                  | 10 d'octubre de 2021    | 8 d'octubre de 2023              | 1 d'agost de 2024       |
| 26      | «L'home que crema»                | Serge Hazanavicius, Christian François i Robin Barataud           | Josée Dayan                                                  | 26 d'octubre de 2021    | 3 de setembre de 2023            | Sense anunciar          |
| 27      | «Morte saison»                    | Robin Barataud, Armelle Robert i Marie-Sophie Ahmadi              | Josée Dayan                                                  | 2 d'abril de 2022       | Sense anunciar                   | Sense anunciar          |
| 28      | «Le Prix à payer»                 | Alain Minier, Nathalie Hug i Sophie Glaas                         | Josée Dayan                                                  | 8 d'octubre de 2022     | Sense anunciar                   | Sense anunciar          |
| 29      | «La Der des der»                  | Alexis Miansaro, Sophie Glaas i Corinne Masiero                   | Josée Dayan                                                  | 17 de desembre de 2022  | Sense anunciar                   | Sense anunciar          |
| 30      | «Follie's»                        | Marc Eisenchteter, Emmanuelle Michelet i Alexia de Oliveira Gomes | Josée Dayan                                                  | 7 de gener de 2023      | Sense anunciar                   | Sense anunciar          |
| 31      | «Héros malgré lui»                | Marc-Antoine Laurent i Jean-Marc Taba                             | Josée Dayan                                                  | 14 de març de 2023      | Sense anunciar                   | Sense anunciar          |
| 32      | «Grand Hôtel»                     | Josée Dayan                                                       | Elsa Marpeau, Alexia De Oliveira Gomes i Emmanuelle Michelet | 19 de setembre de 2023  | Sense anunciar                   | Sense anunciar          |
| 33      | «À contre-courant»                | Sense anunciar                                                    | Sense anunciar                                               | Sense anunciar          | Sense anunciar                   | Sense anunciar          |
| 34      | «L'ami français»                  | Sense anunciar                                                    | Sense anunciar                                               | Sense anunciar          | Sense anunciar                   | Sense anunciar          |

## Premis
- 2017. Premi a la millor sèrie de l'any, atorgat per Télé Star i Télé Poche, al Festival de la fiction TV de La Rochelle.[7]
- 2018. Premi a la millor sèrie dels últims anys, atorgat per Télé Star i Télé Poche, al Festival de la fiction TV de La Rochelle.[8]
- 2019. Premi Polar a la millor sèrie en francès (secció de comèdia), atorgat al Festival Polar de Cougnat.[9]
- 2020. Premi Polar a la millor sèrie en francès (secció de comèdia), atorgat al Festival Polar de Conhac.[10]